# Artistas Asesinos
Artistas Asesinos (conocidos también como Doble A o AA) es una organización criminal mexicana que trabajaban como ala armada del Cartel de Sinaloa en Ciudad Juárez y el Área metropolitana de El Paso. El grupo fue fundado en el año 2008 por Jorge Ernesto Sáenz, “El Dream”, y Éder Ángel Martínez, “El Saik”, los cuáles además de su carrera criminal, eran conocidos por su habilidad para dibujar y realizar grafitis, inclusive “El Saik” ganó el primer lugar en un concurso nacional de pintura en el que participaron cientos de presidiarios de otros estados del país, derivando de ahí el nombre de la organización. En la actualidad son una de las principales organizaciones generadoras de violencia en el estado de Chihuahua, dedicándose principalmente a delitos como homicidio, narcomenudeo, halconeo  y robo.

## Historia
Los líderes de la organización Jorge Ernesto Sáenz, “El Dream” (recluido por asesinar a un policía municipal), y Éder Ángel Martínez, “El Saik” (por acribillar un automóvil donde viajaban tres personas, falleciendo Nelson Martínez Moreno, oriundo de El Paso), ingresaron a prisión en la primavera del 2002. Desde antes de conocerse, ambos ya contaban con antecedentes en delitos como asalto a mano armada, una delito muy común realizado por las pandillas de Ciudad Juárez durante la década de los 90 e inicios de los 2000. “El Dream” y “El Saik” intentaron varias veces fugarse del penal realizando mapas, mismos que siempre eran decomisados por las autoridades penitenciarias, pero con el tiempo optaron por volcar su atención a aumentar su influencia dentro del penal.

## Actividad armada
Los miembros de Artistas Asesinos han participado en un gran número de delitos a través de los años.
El 29 de octubre del 2020 es asesinado de once disparos de arma de fuego Arturo Alba, periodista y conductor televisivo radicado en Ciudad Juárez. En su última edición del noticiero Telediario, perteneciente a Multimedios, donde informó del homicidio de Jennifer Amador Moreno, una menor presuntamente asesinada por autoridades, así como de un enfrentamiento entre agentes estatales con presuntos integrantes del grupo La Línea, en el municipio de Buenaventura. Seis días después fueron detenidos Adrián Alexis M.V. alias “El Mango” de 18 años de edad y Carlos Iván B.S., alias “El Reportero” de 26 años, siendo los principales sospechosos del asesinato de Arturo Alba, además de estar implicados en 15 homicidios más en la ciudad. Los atacantes además mencionaron que habrían confundido al periodista con un integrante de un grupo rival. Según autoridades chihuahuenses, Artistas Asesinos controla la parte norte del Penal Cereso 3de Ciudad Juárez, estando en conflicto continuo con Los Mexicles y Los Chapitos.

### Motines
El 4 de marzo del 2009, los integrantes de AA fueron partícipes de uno de los peores motines en el país, donde Los Mexicles y los Artistas Asesinos fueron protagonistas. Este motín dejó como saldo 20 muertos y diez heridos, llegando a intervenir el ejército, el cual había llegado días antes para apoyar en labores de seguridad en la ciudad.
No fue hasta la tarde del 11 de agosto del 2022 cuando una riña se suscito en el Cereso No.3 entre miembros de Los Mexicles y AA, que dejó 3 reos fallecidos, siendo controlada la situación por autoridades horas después.